# Lister Storm
El Lister Storm era un coche de carreras GT homologado fabricado por el fabricante británico de automóviles de bajo volumen Lister Cars cuya producción comenzó en 1993. El Storm utilizó el motor V12 más grande instalado en un automóvil de producción desde la Segunda Guerra Mundial, una unidad Jaguar de 7.0 L basada en la utilizada en el Jaguar XJR- 9 que compitió en las 24 Horas de Le Mans. Debido al alto precio del vehículo de 220.000 libras esterlinas, solo se produjeron cuatro ejemplares antes de que cesara la producción del Storm. Solo tres Storms sobreviven hoy, aunque la compañía continúa manteniendo modelos de carreras. El Storm fue el gran turismo de cuatro asientos más rápido durante la década de 1990 y principios de la de 2000.
El motor V12 de veinticuatro válvulas generaba una potencia máxima de salida de 407 kW (546 HP; 553 CV) a 6.100 rpm y 790 N·m (582,7 lb·pie) de torque a 3.450 rpm. El carro pesaba 1664 kg (3668,5 lb), y fue capaz de acelerar desde 0–97 km/h (60 mph) en 4,1 segundos.

## Carreras

### Storm GTS
El Lister Storm GTS debutó en las 24 Horas de Le Mans de 1995 como competidor en la clase GT1, enfrentándose a coches como el McLaren F1 GTR, Ferrari F40 LM, Jaguar XJ220S y el Porsche 911 GT2. El coche, conducido por Geoff Lees, Rupert Keegan y Dominic Chappell, no funcionó bien, no pudo terminar debido a una falla en la caja de cambios después de 40 vueltas.
En 1996, el equipo firmó un acuerdo de patrocinio con el club de fútbol Newcastle United y contrató al ingeniero Geoff Kingston. Decidió darle a un Storm actualizado una prueba temprana para Le Mans al ingresar a un automóvil solitario en las 24 Horas de Daytona, conducido por ex pilotos de F1 Geoff Lees, Tiff Needell  y Kenny Acheson. No pudo terminar debido a un choque a alta velocidad mientras Acheson estaba detrás del volante. El automóvil fue destruido y, según una entrevista en Octane en noviembre de 2020, Kenny sufrió pérdida temporal de la visión en el ojo derecho, lesiones en el pecho, una costilla rota y todavía sufre de una capacidad pulmonar reducida en el lado izquierdo.
Incluso con esta decepción, el equipo avanzó hacia Le Mans con el Storm GTS. G-Force tuvo que construir un coche nuevo debido a los plazos implicados. A Lees y Needell se unieron Anthony Reid. El coche pudo mejorar su decepcionante inicio al terminar la carrera en las 1996, aunque se clasificó en el puesto 19, 59 vueltas detrás del ganador. Lister decidió después de Le Mans que ingresarían al Storm GTS en la BPR Global GT Series, debutando en la quinta ronda en el Nürburgring, pero lamentablemente retirándose en el tercer lugar. El coche se introdujo en Suzuka 1000km con Christophe Bouchut esta vez uniéndose a Lees y Needell. Corría en tercer lugar, antes de retirarse debido a problemas con la caja de cambios.
El coche demostró una vez más su velocidad durante la octava ronda de la 1996 BPR Global GT Series en Brands Hatch, clasificándose tercero en la general. Lamentablemente se retiró, esta vez con un problema de motor, mientras aún estaba en esa tercera posición.

### Storm GTL
Para 1997, Lister se dio cuenta de que el Storm GTS era demasiado lento en comparación con algunos de los competidores más nuevos de la clase GT1, como el Mercedes-Benz CLK GTR y el Porsche 911 GT1. Por lo tanto, el Storm fue rediseñado, con una parte delantera más larga y aerodinámica agregada al automóvil existente. Este automóvil se conoce como Storm GTL y también usa una estructura de fibra de carbono y paneles de carrocería. El coche debutó en las 24 Horas de Daytona, donde logró ocupar el puesto 19 en la general y el cuarto en su clase. Más tarde ese año, para las Le Mans, se inscribieron dos nuevos Storm GTL, pero ninguno de ellos pudo terminar, con ambos autos fuera de la carrera en la vuelta 77. Más adelante en el año , un Storm GTL viajaría a los Estados Unidos para participar en las dos últimas rondas del Campeonato FIA GT en  Sebring y  Laguna Seca. El coche no pudo terminar ambas carreras. Sin embargo, hizo falta una carrera y un segundo puesto, ambos resultados en Donington Park, en el Campeonato Británico de GT de 1997.
En 1998, el equipo volvió a intentar Daytona, pero nuevamente sufrieron problemas al principio y no terminaron. Las actualizaciones del coche significaron que no pasó la verificación y no se le permitió participar en las 24 Horas de Le Mans de 1998 a pesar de que el equipo ingresa al evento y se presenta para precalificar. Una manzana de la discordia fue la falta de una ventana trasera en el diseño renovado.
También en 1998, el Lister Storm GTL terminó quinto en la general en el Campeonato Británico de GT de la mano de Tiff Needell y Julian Bailey (con Anthony Reid sustituyendo a Tiff en la ronda del Circuit de Spa-Francorchamps). Hubo tres Storm GTL inscritos esta temporada y entre ellos lograron dos victorias y siete podios, incluida la victoria en la carrera Silverstone Golden Jubilee Trophy.
Una versión actualizada del coche, con un diseño de morro más largo, ganó el campeonato británico de GT de 1999, conducido por Jamie Campbell-Walter y Julian Bailey, y ganó siete carreras esa temporada. El resultado del campeonato fue polémico, con furor en torno a los cambios en la aerodinámica trasera del Storm GTL. El equipo rival Blue Coral Porsche lanzó múltiples protestas contra el automóvil y los resultados del campeonato se mantuvieron provisionales hasta que terminó la temporada. Esto fue inútil y el Lister salió victorioso.
Mientras tanto, el Storm GT también ganó la categoría GT2 del campeonato ese mismo año. Se hizo evidente que las reglas de GT1 iban a desaparecer y que Lister era muy competitivo en GT2, que se convertiría en la clase líder en 2000. Por lo tanto, el fin de GTL.

### Storm GT

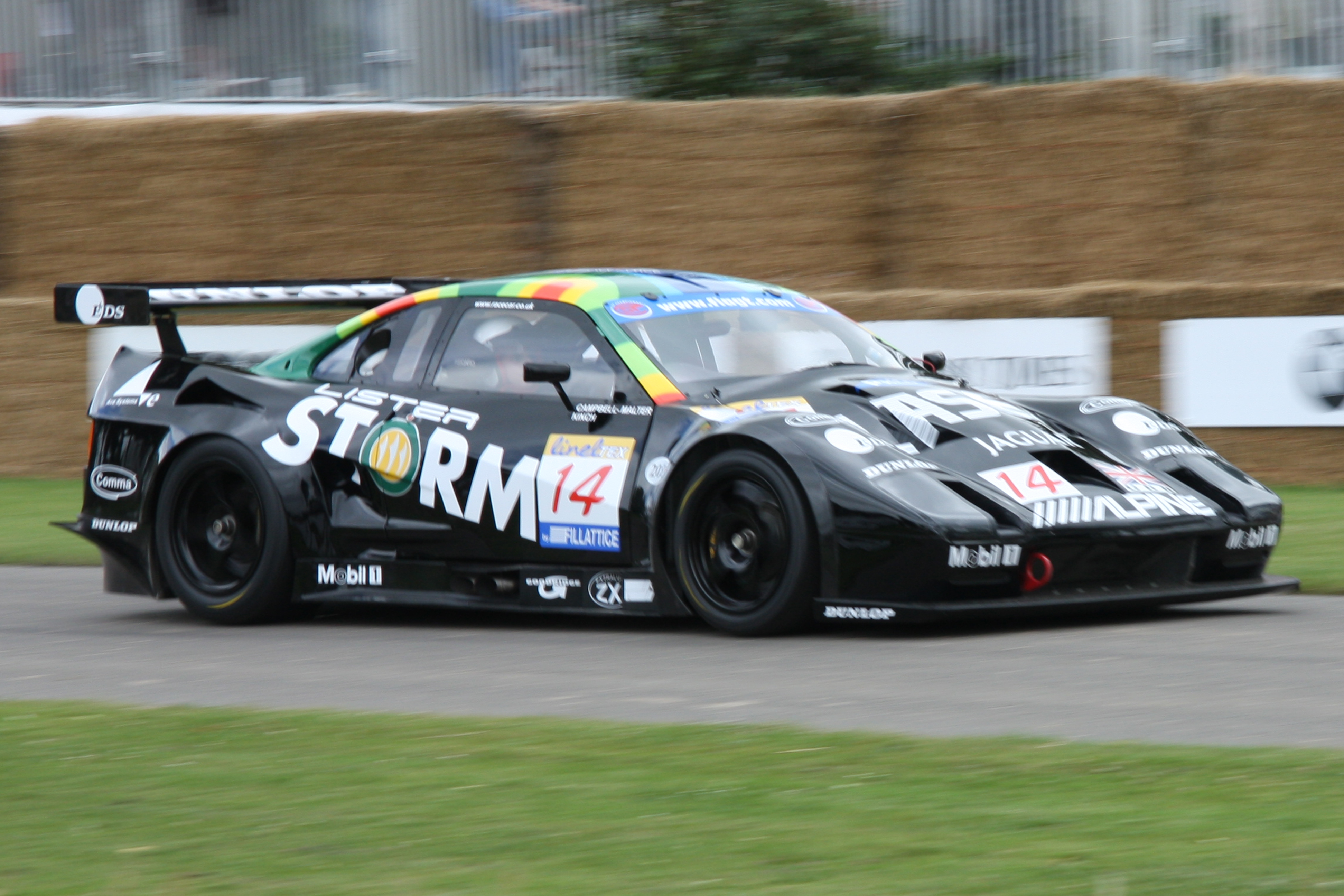
Un Lister Storm GT, conducido por Jamie Campbell-Walter y Nathan Kinch en el 2003.

Para 1999, reapareció el Storm, una versión reelaborada del anterior GTS. El coche había perdido la carrocería aerodinámica que se veía en el GTL, y en su lugar utilizaba una parte delantera y trasera más originales. Según el libro de Malcolm Cracknell 'Taking the World by Storm', había una escasez de nuevas máquinas GT adecuadas en ese momento, por lo que a Lister se le permitió usar la Storm a pesar de que la producción de automóviles de carretera había cesado hace mucho tiempo.
El equipo anunció que participarían en la temporada completa de Campeonato FIA GT bajo las nuevas reglas de la clase GT2. Después de un mal comienzo, retirarse del cuarto lugar en Monza y retirarse del segundo lugar en Silverstone, el equipo logró tomar el cuarto lugar en Hockenheimring, a solo dos vueltas del par ganador de Chrysler Viper GTS-R s. Esto fue seguido por la pole position y el tercer lugar en Zolder, y finalmente, un segundo lugar en Donington, con el Lister terminando a solo 26 segundos del Viper ganador. Estos éxitos llevaron a Lister a un empate por el quinto lugar general en el campeonato de equipos al final de la temporada, a pesar de que solo participó en la mitad de las carreras. En el Campeonato Británico GT, David Warnock ganó la categoría GT2 para Cirtek Motorsport en un Lister Storm GT.
Al entrar en el 2000, Lister se mostró más optimista acerca de sus posibilidades. Chrysler - Oreca había dejado oficialmente el campeonato, eliminando un desafío de un equipo de fábrica. Por lo tanto, Lister enfrentaría competencia solo de corsarios. Con esto, Lister demostró sus capacidades al ganar la primera carrera de la temporada en Valencia. Lister seguiría con cuatro victorias más durante la temporada, todas reclamadas por los pilotos Julian Bailey y Jamie Campbell-Walter. Para la séptima ronda en el A1 Ring, el equipo se cargó con un nuevo restrictor de entrada para tratar de frenarlos en relación con sus rivales en la pista. Con estas victorias, Lister se adjudicó los campeonatos de pilotos y equipos.
Al mismo tiempo, Lister compitió en el campeonato British GT tanto como equipo de fábrica como con un coche cliente de Cirtek Motorsport. Los dos equipos consiguieron nueve victorias. David Warnock terminó segundo en la general en el campeonato usando un Storm GT mientras que Tiff Needell ganó las carreras en el Circuit de Spa-Francorchamps y Silverstone en el Lister de Cirtek (marca CSi).
Al regresar como campeones de la FIA GT, Lister continuó en 2001 con dos autos de fábrica. Aunque el Storm GT fue muy rápido y pudo llevarse cuatro victorias durante el año, el equipo tuvo que conformarse con el tercer lugar en el campeonato del equipo, vencido por Larbre Competition y Carsport Holland's Vipers. Jamie Campbell-Walter lideró la carga, con Tom Coronel como compañero de equipo inicialmente. Sin embargo, Tom solo hizo una temporada y los pilotos Mike Jordan, Bobby Verdon-Roe y Richard Dean se turnaron para colaborar en los esfuerzos por el campeonato de Campbell-Walter. El segundo coche presentaba a Julian Bailey junto al empresario alemán Nicolaus Springer. Esta fue la última temporada que Julian condujo el Lister.
En términos de la temporada 2001 de British GT, Lister ganó el campeonato con David Warnock y Mike Jordan al volante de un Storm GT, obteniendo la victoria en no menos de siete carreras. Lister también ganó la única carrera en el Interactive Sportscar Championship 2001 en Donington Park en manos de James Pickford y David Warnock.
Una situación similar ocurrió en 2002, con Lister logrando tres victorias, pero solo pudo tomar el segundo lugar en el campeonato del equipo, nuevamente derrotado por Larbre. El principal desafío de esta temporada fue confiar en una estrategia de piloto Pro-Am en los dos coches, a diferencia de la alineación de pilotos Pro-Pro de la mayoría de los otros equipos. Los coches fueron compartidos por Jamie Campbell-Walter junto al empresario alemán Nicolaus Springer en el coche 14 y Bobby Verdon-Roe y el empresario británico Paul Knapfield en el coche 15. A veces, los conductores aficionados perdían un minuto para los líderes durante sus períodos. A pesar de esto, Jamie y Nicolaus terminaron terceros en la general en el campeonato de pilotos. Desde el punto de vista del GT británico, el Storm GT fue conducido una vez más por David Warnock y Mike Jordan. Esta combinación arrojó 3 victorias en carreras y 4 podios, terminando segundo en el campeonato. Una gran temporada, pero la escritura estaba en la pared para el Lister, ya que el nuevo Saleen S7-R demostró ser el vehículo dominante en su primera temporada.
En 2003, Lister se unió a FIA GT con un cliente Storm, dirigido por Creation Autosportif. El equipo de fábrica de Lister logró solo una victoria, pero aún pudo ocupar el segundo lugar en el campeonato del equipo. La creación no se quedó atrás, con un cuarto puesto en el campeonato, tras ganar un segundo cliente Storm. Al mismo tiempo, Lister comenzó a trabajar en un nuevo proyecto, el  Storm LMP que traería la marca de regreso a Le Mans. Este fue, por lo tanto, el comienzo del declive del Storm GT.
Para la  2004, Creation Autosportif asumirá el cargo de competidor principal en FIA GT, con el equipo de fábrica apareciendo solo en carreras seleccionadas. Creation logró tomar solo el octavo lugar en el campeonato de equipos después de que el equipo decidió mudarse a Le Mans Prototype s también, mientras que el equipo de fábrica solo pudo anotar un solo punto en toda la temporada.
Lister continuaría intentando hacer campaña con el coche en la 2005, pero solo pudo reunir los puntos suficientes para el décimo puesto en el campeonato del equipo. Después de 2005, la fábrica retiró oficialmente los coches para concentrarse en el Storm LMP.
En 2006, el equipo francés Red Racing compraría un Storm para el Campeonato FFSA GT. El equipo haría un intento en el Campeonato FIA GT, pero no pudo hacerlo más allá de las siete vueltas en la carrera en el Paul Ricard. A partir de 2007, no hubo carreras de Storms.

## Especificaciones
- Motor: Jaguar V12 SOHC 24 válvulas
- Desplazamiento: 7.0 L 6996 cm³ (426,9 plg³)
- Compresión: 10,5: 1
- Potencia: 554 CV (407 kW; 546 HP) a 6.100 rpm
- Torque: 786,37 N·m (580 lb·pie) a 3.450 rpm
- Velocidad máxima: 335 km/h (208 mph)
- Coeficiente de arrastre: cd=0.35